# Evandro Agazzi
Evandro Agazzi (Bergamo, 23 ottobre 1934) è un filosofo e logico italiano.

## Carriera universitaria
Figlio del pedagogista Aldo Agazzi, ordinario di pedagogia presso la Facoltà di Lettere e Filosofia dell'Università Cattolica di Milano e preside della Facoltà di Magistero, fu allievo di Gustavo Bontadini e amico di Ludovico Geymonat, con cui a lungo collaborò, durante gli studi di filosofia presso l'Università Cattolica del Sacro Cuore di Milano e di fisica presso l'Università Statale di Milano. In seguito si è perfezionato all'Università di Oxford, a quella di Marburg ed a quella di Münster; dal 1963 è libero docente in Filosofia della scienza e dal 1966 in Logica matematica.
Evandro Agazzi ha inizialmente insegnato Geometria superiore, Logica matematica e Matematiche complementari presso la facoltà di Scienze dell'Università di Genova; ha insegnato altresì Logica simbolica presso la Scuola Normale Superiore di Pisa, Filosofia della scienza e Logica matematica presso l'Università Cattolica del Sacro Cuore di Milano.
Dal 1970 è professore ordinario di Filosofia della scienza presso l'Università di Genova e dal 1979 detiene la cattedra di Antropologia filosofica, Filosofia della scienza e Filosofia della natura presso l'Università di Friburgo in Svizzera. È stato professore invitato nelle Università di Berna, Università di Ginevra, Università di Düsseldorf, Università di Pittsburgh ed anche all'Università di Stanford; è dottore honoris causa dell'Università di Córdoba (Argentina).
Ha presieduto numerose associazioni filosofiche nazionali e internazionali: Società Filosofica Italiana, Società Italiana di Logica e Filosofia delle scienze, Società svizzera di Logica e Filosofia delle scienze, Federazione internazionale delle Società filosofiche; è stato  membro del Comitato Nazionale per la Bioetica. Attualmente è presidente della Académie Internationale de Philosophie des Sciences e dell'Institut International de Philosophie.

## Pensiero
I settori ai quali Evandro Agazzi ha rivolto prevalentemente i suoi interessi sono stati: la filosofia generale della scienza, la filosofia di alcune scienze particolari (matematica, fisica, scienze sociali, psicologia), logica, teoria dei sistemi, etica della scienza, bioetica, storia della scienza, filosofia del linguaggio, metafisica antropologia filosofica, pedagogia.
Attualmente le sue ricerche riguardano per un verso la caratterizzazione dell'oggettività scientifica e la difesa di un realismo scientifico basato su un approfondimento delle nozioni di riferimento e di verità, con le relative implicazioni di tipo ontologico, per un altro l'approfondimento del concetto di persona e delle varie conseguenze che ne derivano, in particolare nel campo della bioetica.

### Filosofia della scienza
La riflessione di Agazzi assume come punto di partenza la necessità gnoseologica di stabilire nella conoscenza scientifica «la più perfetta forma di conoscenza oggi a disposizione dell'uomo». Su questa base, anche i metafisici devono necessariamente passare per l'epistemologia, intesa come fondazione delle «strutture metodologiche della scienza». L'epistemologia, come la intende Agazzi, assume la scienza come un sapere oggettivamente rigoroso: tuttavia l'oggettività in questione non è quella metafisica delle essenze o quella fisica delle qualità, bensì un'oggettualità e intersoggettività.
Sulla base di questi due punti, come Agazzi specifica nel suo celebre libro intitolato Temi e problemi di filosofia della fisica, l'oggetto di una disciplina scientifica è la cosa, esaminata da un punto di vista tale per cui il ricercatore si pone grazie a una precisissima impostazione metodologica, tramite la quale ritaglia su una cosa un aspetto (oggettività), condiviso dai ricercatori che accettano gli stessi criteri di oggettivazione (intersoggettività). Il rigore scientifico cessa di essere inteso in senso dialettico e confutatorio o in senso matematico e quantitativo: è piuttosto inteso nel senso di dar ragione tramite l'immediato empirico o il mediato logico.
In questa prospettiva, la scienza assume la forma di un linguaggio che parla di un universo di oggetti. La configurazione della scienza è caratterizzata da quattro peculiarità: 
- è realistica, giacché fa costante riferimento alla realtà;
- è relativa, giacché costituisce il proprio oggetto;
- è rigorosa, giacché ha una valenza che è sia logica sia linguistica;
- è responsabile, giacché si pone il problema etico delle conseguenze che da essa scaturiscono.

Per Agazzi, la filosofia non deve però limitarsi a fare queste riflessioni sulla scienza: deve anche operare un'incessante ricerca del fondamento, sia attraverso la critica dello scientismo e dell'ideologismo, sia attraverso la proposta di quello che Agazzi chiama, in I compiti della ragione, un «uso costruttivo della ragione: quello che si avvale dell'argomentazione, quello che cerca di comprendere e, al massimo, di persuadere».

## Opere
- Logica Simbolica (1964, 1967, 1990)
- Temi e problemi di filosofia della fisica (1969)
- Temas y problemas de la Filosofía de la Física (1978)
- Il bene, il male e la scienza (1992)
- El bien, el mal y la Ciencia (1996)
- Filosofía de la naturaleza: Ciencia y Cosmología (2000),
- La ciencia y el alma de Occidente (2011
- Introduzione ai problemi dell’assiomatica (1961)
- Le geometrie non euclidee e i fondamenti della geometria, (in collaborazione con D. Palladino, 1978)
- I sistemi fra scienza e filosofia (1978)
- Studi sul problema del significato (1979)
- Modern Logic. A. Survey (ed. 1981)
- Scienza e fede. Nuove prospettive su un vecchio problema (1983)
- Storia delle scienze (1984)
- La filosofia della scienza in Italia nel '900 (1986)
- Weisheit im Technischen, (1986).
- Philosophie, science, métaphysique (1987)
- Probability in the Sciences (1988)
- L’objectivité dans les differentes sciences (1988)
- Filosofia, scienza e verità con L.Geymonat e F. Minazzi (1989)
- Logica filosofica e logica matematica (1990)
- Quale etica per la Bioetica? (1990)
- La comparabilité des théories scientifiques (1990)
- Philosophy and the Origin and Evolution of the Universe (con A. Cordero, 1991)
- The problem of Reductionism in Science (1991)
- Science and sagesse (1991)
- Bioetica e persona (1993)
- Cultura scientifica e interdisciplinarità (1994)
- Interpretazioni attuali dell’uomo: filosofia, scienza, religione (1995)
- Il tempo nella scienza e nella filosofia (1995)
- Filosofia della natura, Scienza e cosmologia (1995). Prefazione di F. Minazzi.
- Philosophy of Mathematics today (con G. Darvas, 1997)
- Realism and Quantum Physics (1998)
- Novecento e Novecenti (1999)
- Paidéia, verità, educazione, (1999)
- The Realty of the Unobservable (con M. Pauri, 2000)
- Etica y manipulación genética (2000)
- Life-Interpretation and the Sense of Illness within the Human Condition (con A.T. Tymieniecka, 2001)
- The Problem of the Unity of Science (con J. Faye, 2001)
- Philosophie et tolérance (2000)
- Complexity and Emergence (con M. L. Montecucco, 2002)
- Right, Wrong and Science. The Etical Dimensions of the Techno-Scientific Enterprise (2004)
- Valore e limiti del senso comune, 2004.
- Operations and Constructions in Science (con Ch. Thiel), 2006.
- Epistemology and the Social (con A. Gómez y J. Echeverría), 2007.
- Science and Ethics. The Axiological Contexts of Science (con Fabio Minazzi), Bruxelles, 2008.
- Time in the Different Scientific Approaches/Le temps appréhendé à travers diffèrentes disciplines, 2008.
- Scienza (intervista con Giuseppe Bertagna), 2008.
- Le rivoluzioni scientifiche e il mondo moderno, 2008.
- Relations Between Human Sciences and Natural Sciences/Relations entre sciences humaines et sciences naturelles (ed. with Giuliano Di Bernardo), 2010.
- Evolutionism and Religion (ed. with Fabio Minazzi), 2011.
- La ciencia y el alma de Occidente, 2011.
- Ragioni e limiti del formalismo, 2012.
- Representation and Explanation in the Sciences, 2013.
- The Legacy of A.M. Turing, 2013.
- Science, MeTaphysics, Religion, 2014.
- Scientific Objectivity and its Contexts (2014)
- The Practical Turn in Philosophy of Science (ed. with Gerrhard Heinzmann), 2015.